# ¡No molestar!
¡No molestar! es un bloque de programación nocturno de origen latinoamericano, emitido por Star Channel (anteriormente conocido como Fox Channel). Su programación se basa mayoritariamente en la animación para adultos, siendo Los Simpson la animación más longeva y duradera del bloque. 
Entre 2007 y 2011, ¡No molestar! también se emitió por el canal FX.

## Historia

### Inicios (2005-2009)
¡No Molestar! fue estrenado el 11 de abril de 2005 en el canal FOX, a las 23:00, y emitiéndose los lunes y martes; con dos horas de programación, presentó series anteriormente transmitidas en el extinto bloque Domingo animado del mismo canal y otras nuevas. Así, las cuatro series con las que debutó el bloque fueron Los Simpson (la cual, durante los primeros meses del bloque, transmitió su primera temporada en idioma inglés con subtítulos), Futurama, Padre de Familia y Los reyes de la colina.
Un año después, en 2006, ¡No Molestar! celebró su primer aniversario organizando un concurso para quien les gusta crear videos freaks los cuales los televidentes los subían por internet y luego estos fueron transmitidos durante la programación. Así mismo al llegar el mes de mayo del mismo, No Molestar! cambio de Imagen llamarse ¡No Molestar! Mundial debido al mundial de fútbol Alemania 2006 que se celebró en ese periodo. Al finalizar el mundial, No Molestar! volvió a ser el mismo bloque de siempre.
Al llegar enero de 2007, FOX realiza cambios en su programación, y esto incluyó al bloque. A pedidos de muchos televidentes, FOX también presentó una segunda versión del bloque, titulado ¡No molestar! Envase Familiar. Esto hizo que el segmento ocupara la programación de lunes a viernes en el horario de las 20:00, y también durante la madrugada, luego de la emisión de Cine Fox (a las 01:00), en donde se emitía su primera versión. También ocupó el mismo horario los días domingo. Sin embargo, semanas después del cambio, FOX incorporó ¡No molestar! los sábados a las 20:00, removiendo la edición del domingo. 
En julio de 2007, el bloque comenzó a emitirse por el canal FX, y la mayoría de las series animadas emitidas en la versión de FOX (exceptuando Los Simpson y Futurama) se trasladaron por completo al canal.

### Continuidad del programa (2010-2019)
En 2010, la emisión de los viernes por FOX se redujo a una hora, debido a que las 21:00 se emitía Glee. Sin embargo, los capítulos de Los Simpson continuaron emitiéndose después de Cine Fox.
En 2011, ¡No Molestar! estrenó nuevo logotipo y gráfica en sus comerciales; esta última se basaba en que los personajes de las series emitidas interactuaban, mediante globos de texto, con el logotipo del bloque. Ese mismo año, Glee dejó de emitirse los viernes, devolviendo la emisión de dos horas. Adicionalmente, el bloque dejó de emitirse en FX a fines de aquel año, y las series animadas que lo conformaban se trasladaron a la programación habitual del canal.
En noviembre de 2018, tras el renombramiento de FOX a Fox Channel, el bloque estrenó nuevo logotipo y una nueva identidad gráfica.  

### Cambio rotundo (2020-presente)
Durante septiembre de 2020, el bloque transmitió repeticiones de la serie Duncanville, después de Los Simpson. 
En 2021, Futurama fue retirada del bloque, pero continúo emitiéndose brevemente fuera de este. Desde entonces, Los Simpson permanecen como la única serie transmitida en él.  
El 22 de febrero de 2021, con motivo del relanzamiento de Fox Channel a Star Channel, el bloque estrenó nuevo logotipo y gráfica, y su nombre fue readaptado a Multiverso ¡No Molestar!, ahora emitiéndose de lunes a domingo entre las 8:00 y las 10:00pm, y con repeticiones de domingo a jueves a la madrugada (nuevamente después del bloque de películas, el cual pasó a llamarse Star Cine). 
El 20 de septiembre de 2021, tras cambios en la programación del canal, la duración del bloque es acortada a una hora (emitiéndose entre las 9:00 y las 10:00 p. m.), mientras que la reemisión en la madrugada es eliminada. Asimismo, el bloque deja de emitirse los días sábados. Estos cambios se han producido por el lanzamiento de la plataforma Star+, que también han implicado la reducción de horarios de Los Simpson en la programación habitual del canal.
El 13 de diciembre de 2024, se dejó de emitir el bloque hasta el 1 de enero de 2025, que retomó sus emisiones a partir de las 21:00hrs.

## Programación

### Star Channel

#### En emisión
- Los Simpson (2005–presente)

#### Fuera de emisión
- Duncanville (2020)
- Futurama (2005–2021)
- Malcolm (2007–2008)
- Padre de familia (2005–2007)
- American Dad! (2005–2007)
- Los reyes de la colina (2005–2007)
- God, the Devil and Bob (2005–2007)
- The Wrong Coast (2005–2007)
- Father of the Pride (2005–2007)

### FX
- Padre de Familia (2007–2011)
- American Dad! (2007–2011)
- Los reyes de la colina (2007–2011)
- The Cleveland Show (2010–2011)
- God, the Devil and Bob (2007)
- The Wrong Coast (2007)
- Father of the Pride (2007)